# Musée de l'aviation de Tillamook
Le musée de l'aviation de Tillamook (anglais : Tillamook Air Museum) est un musée de l'air situé dans l'État de l'Oregon, au États-Unis.

## La base de dirigeables
Pendant la Seconde Guerre mondiale, l'US Navy fait usage de dirigeables dans des missions de surveillance et d'observation, leur mission principale étant de repérer les sous-marins ennemis. Il s'agit principalement de dirigeable à enveloppe souple de la Classe K, produits par Goodyear. Pour abriter ces aérostats, dix bases, dotées chacune d'un ou plusieurs hangar, sont construites sur les côtes américaines, dont trois sur la côte ouest. L'une d'entre elles (Naval Air Station Tillamook) se trouve à Tillamook, petite ville côtière proche de Portland, capitale de l'Oregon.
La base de Tillamook est dotée de deux hangars, construits en bois (ce qui permet d'économiser les métaux très demandés pendant la guerre), chacun assez grand pour abriter jusqu'à neuf dirigeables de la classe K,
Le hangar B, ajouté au Registre national des lieux historiques en 1989, est un peu plus grand que le A, il est, en matière de hauteur et de portée, le plus grand bâtiment en bois jamais construit dans le monde. Il a une longueur de 326 m, une largeur 90 m et une hauteur intérieure maximale de 58 mètres.  Le hangar A, utilisé comme grange, est détuit par un incendie en 1992, seuls les supports des portes sont encore visibles.
L'US Navy quitte le site en 1948. Un petit aérodrome d'aviation générale est installé sur les pistes de l'ancienne base militaire.

## Le musée
Le musée de l'air, privé à but lucratif, a ouvert au public en 1994. Parmi les pièces qu'il expose : 
- des jets de l'aéronavale américaine : Douglas A-4 Skyhawk, Grumman F-14 Tomcat, LTV A-7 Corsair II.
- des avions légers comme un Cessna 180, un Fairchild GK-1, et un Bellanca Cruisair.
- des avions de construction amateur
- Un avion d'entrainement BAC Jet Provost
- Un Aero Spacelines Mini Guppy
- Un North American Sabreliner
- Le cockpit d'un Convair 880 et celui d'un Boeing B-52.

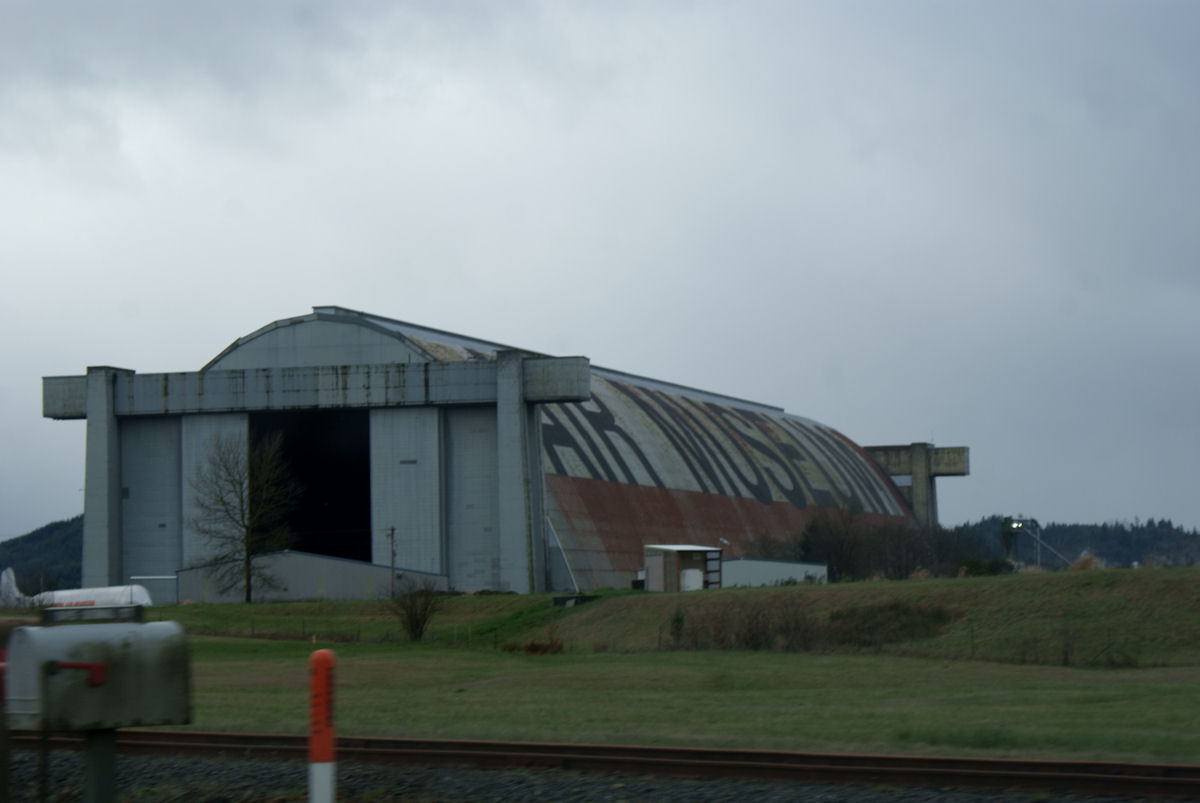
Hangar B.
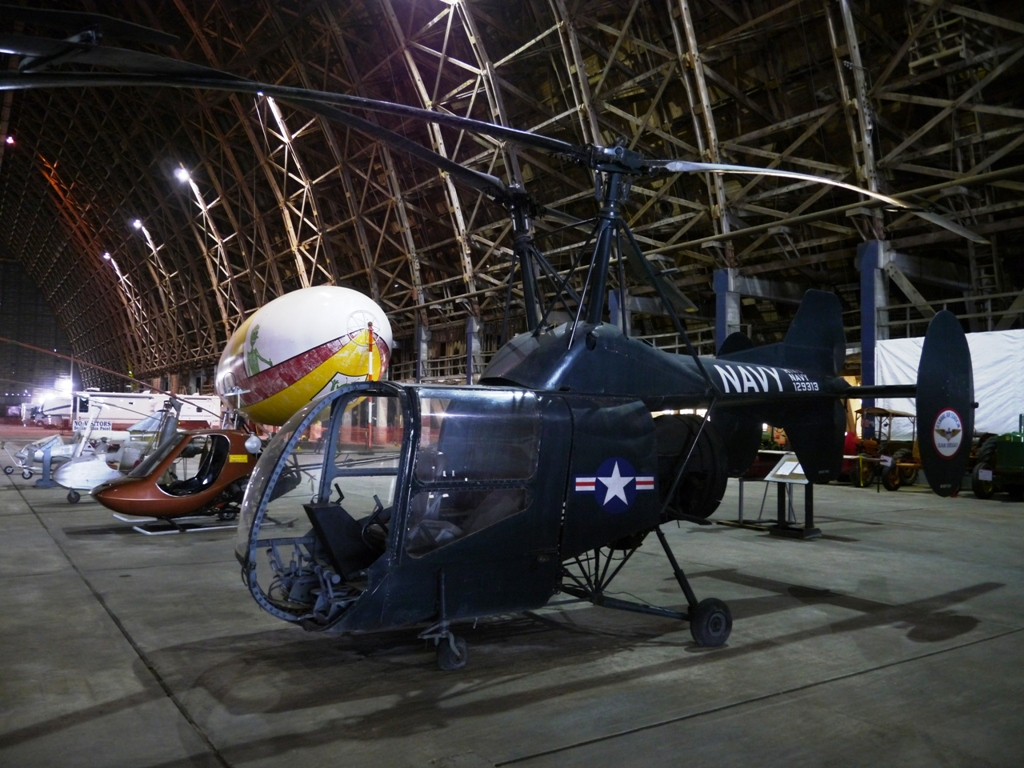
Des hélicoptères dans le hangar B.
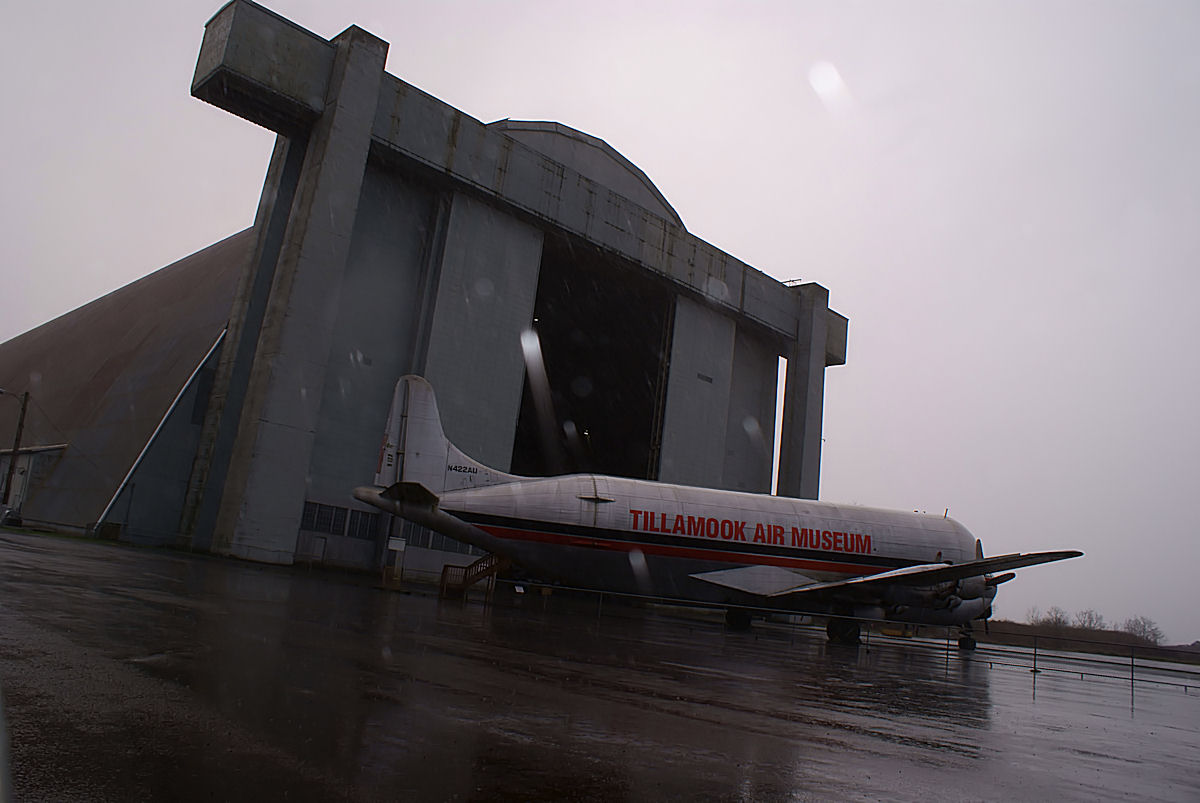
Le Mini Guppy
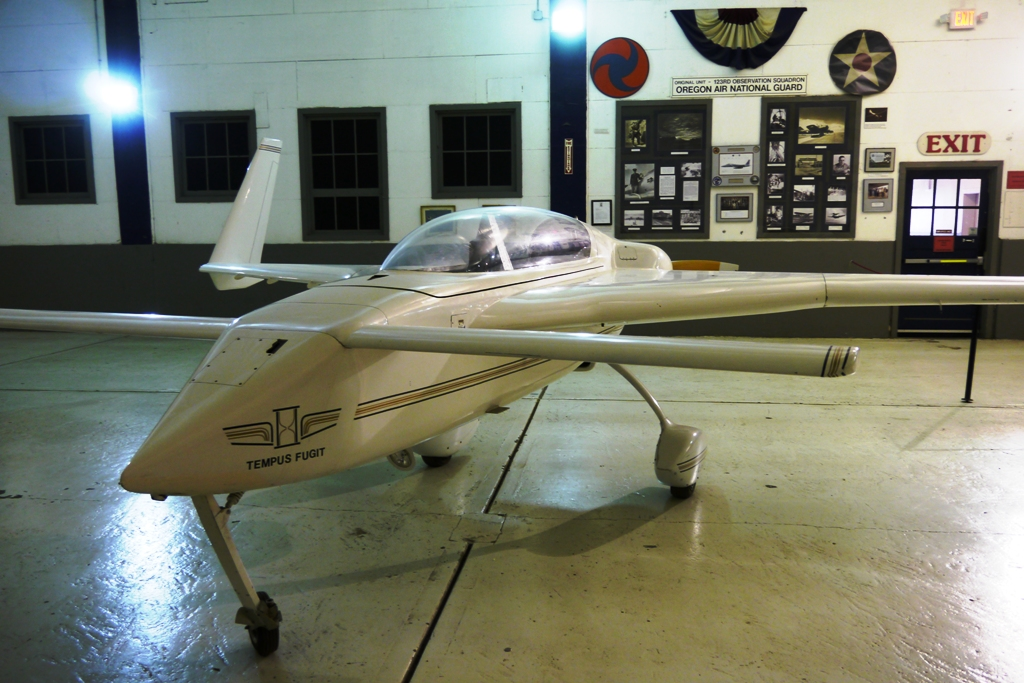
Un avion de construction amateur